# 4165 Дідковський
4165 Дідковський (4165 Didkovskij) — астероїд головного поясу, відкритий 1 квітня 1976 року.
Тіссеранів параметр щодо Юпітера — 3,444.